# Conyza messeri
Conyza messeri là một loài thực vật có hoa trong họ Cúc. Loài này được Pic.Serm. mô tả khoa học đầu tiên năm 1951.